# Plastophora persecutrix
Plastophora persecutrix är en tvåvingeart som först beskrevs av Schmitz 1932.  Plastophora persecutrix ingår i släktet Plastophora och familjen puckelflugor. Inga underarter finns listade i Catalogue of Life.